# Coenypha fasciata
Coenypha fasciata là một loài nhện trong họ Thomisidae.
Loài này thuộc chi Coenypha. Coenypha fasciata được Cândido Firmino de Mello-Leitão miêu tả năm 1926.